# Brenda Lien
Brenda Lien (* 1995 in Offenbach am Main) ist eine deutsche Filmemacherin, Drehbuchautorin und Komponistin.

## Biographie
Brenda Lien studierte von 2012 bis 2020 Kunst mit Schwerpunkt auf Film und Animation bei Rotraut Pape an der Hochschule für Gestaltung in Offenbach. Bereits während des Studiums wurden Liens Filme auf zahlreichen internationalen Filmfestivals gezeigt und mehrfach ausgezeichnet. Während der Schulzeit lernte Lien Klavier, Geige und Bratsche auf dem Dr. Hoch’s Konservatorium in Frankfurt und spielte im Orchester.
In ihrer Kurzfilm-Trilogie „Call of…“ behandelt Lien zeitgenössische Internetphänomene, wie Make-up-Tutorials, Katzenvideos oder ASMR, mit einem kritischen Blick auf kapitalistische Konsumkultur und Selbstoptimierungszwänge. „Call of Beauty“ und „Call of Cuteness“ wurden von der Deutschen Film- und Medienbewertung mit dem Prädikat „besonders wertvoll“ ausgezeichnet. Mit „Call of Cuteness“ nahm Lien 2017 am offiziellen Kurzfilmwettbewerb der Internationalen Filmfestspiele Berlin (Berlinale Shorts) teil. „Call of Comfort“ erhielt 2018 den Deutschen Kurzfilmpreis.
Brenda Lien positioniert sich sowohl in ihren Filmen als auch in der Öffentlichkeitsarbeit als intersektionale Feministin und Aktivistin für Diversität. So ist sie Mitglied im Verein „Pro Quote Regie“, der sich für eine Förderung von Frauen in der deutschen Filmbranche einsetzt, und arbeitet bevorzugt mit FLINTA* (Frauen, Lesben, Intersexuelle, Nonbinäre, Trans- und Agender) -Personen zusammen.
Lien, die in Berlin als Filmemacherin und Komponistin lebt und arbeitet, produzierte auch die Filmmusik für ihre eigenen Filme selbst.

## Filmografie (Auswahl)
- 2015: Der gekerbte Raum aus Stein gegen ein Ideal aus Glas (Kurzfilm)
- 2016: Call of Beauty (Kurzfilm)
- 2017: Call of Cuteness (Kurzfilm)
- 2018: Call of Comfort (Kurzfilm)

## Filmmusik (Auswahl)
- 2017: Was wir wissen (Regie Lotta Schwenk)

## Auszeichnungen und Nominierungen (Auswahl)
- Filmkunsttage Sachsen-Anhalt 2016, Award of Evangelic Youth, (Call of Beauty)
- Visionale Hessen 2016, 1. Preis, (Call of Beauty)
- Kurzfilmfestival Köln 2016, WDR-Award, (Call of Beauty)
- Short On Work 2016, Special Mention, (Call of Beauty)
- Aspen Shortsfest 2017, Winner Best Short Short, Oscar Qualification, (Call of Cuteness)
- European Media Art Festival 2017, Nomination Media Art Award, Germany, (Call of Cuteness)
- Discover.Film Awards 2017, Winner Best Non-Narrative, (Call of Cuteness)
- Nominierung Deutscher Kurzfilmpreis 2017, (Call of Cuteness)
- Deutscher Kurzfilmpreis 2018, Kategorie Experimentalfilm, (Call of Comfort)
- Hessischer Film- und Kinopreis 2020, Newcomer-Preis